# Cătălin Doman
Cătălin Petre Doman (Drobeta-Turnu Severin, 30 gennaio 1988) è un calciatore rumeno, centrocampista dello Slatina.

## Carriera

### Club
Ha giocato nella massima serie dei campionati rumeno ed azero.

## Palmarès

### Club

#### Competizioni nazionali
- Coppa d'Azerbaigian: 1

Xəzər-Lənkəran: 2010-2011